# Confine tra Eritrea e Etiopia
Il confine tra l'Eritrea e l'Etiopia ha separato l'Etiopia dalla colonia italiana dell'Eritrea tra il 1896 e il 1936. Dal 1936 al 1941 è stato un confine interno dell'Africa orientale italiana. Fino al 1952 il confine ha separato l'Etiopia dall'Eritrea sotto l'amministrazione britannica. Dal 1952 è stato un confine amministrativo dell'Impero e poi della Repubblica d'Etiopia (dal 1973). Il confine separa i due paesi, dall'indipendenza dell'Eritrea, avvenuta il 24 maggio 1993.

## Storia

### Creazione

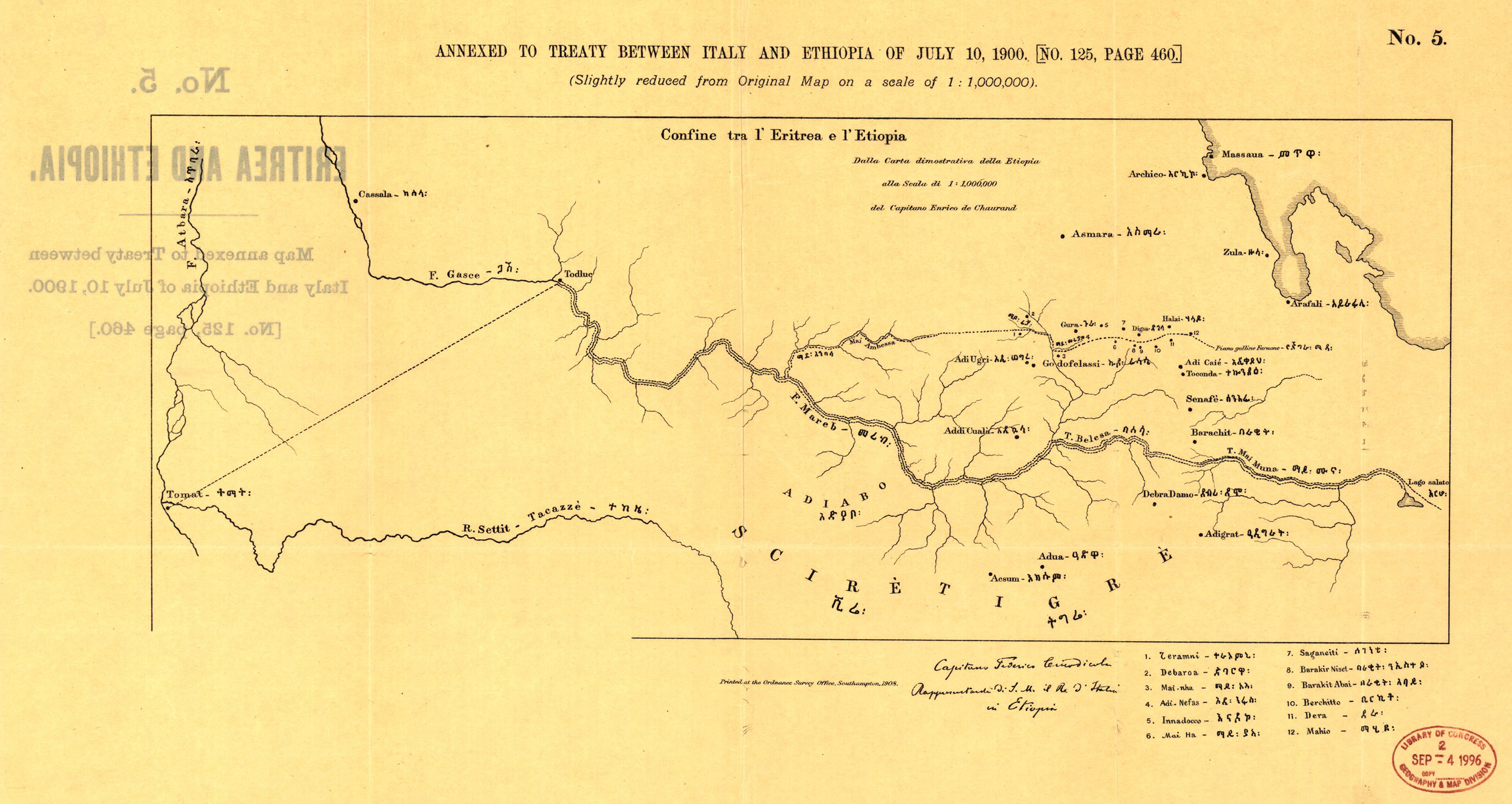
Linea di confine tra l'Etiopia e la colonia italiana dell'Eritrea in seguito al Trattato di Addis Abeba (1900).

Dopo la sconfitta italiana ad Adua, l'Etiopia rinunciò all'accesso al mare e l'Italia rinunciò alla conquista dell'Abissinia. I due paesi avviarono quindi dei difficili negoziati di confine. Dopo un primo accordo formale nel 1897 (linea Tomat - Todluc - Mareb - Mai Ambessa - Saganeiti), si arrivò il 10 giugno 1900 alla conclusione di una convenzione sulla parte settentrionale del tracciato, fissato sulla linea Tomat-Todluc-Mereb- Belesa - Muna (vedi mappa sotto). Conferma la ritirata etiope e l'impossibilità dell'Etiopia di tenere tutti gli altipiani. Questo accordo fu pubblicato nel febbraio 1902. 
Dopo un trattato commerciale nel luglio 1906, l'Italia e l'Etiopia determinarono il loro confine meridionale nel marzo 1908, definita come "linea [...] verso sud-est, parallela alla costa e ad una distanza di 60 km da essa, fino a giungere al confine del possedimento francese delle Somalie" (art.1). Nel 1901, Francia e Italia avevano definito l'estremità occidentale del loro confine comune a Dadda'to, a 60 km dalla punta costiera di Douméra. Di conseguenza questo stesso punto divenne l'estremità meridionale nell'accordo del 1908, almeno dal punto di vista italiano. 
In ogni caso, nessuno di questi tracciati vennero delimitati al suolo.

### Evoluzione
Con la conquista dell'Etiopia da parte dell'Italia nel 1936, il confine divenne una frontiera interna dell'Africa orientale italiana. La provincia eritrea venne ampliata, includendo gran parte del Tigré e del sultanato di Aussa. 
La sconfitta degli eserciti italiani nel 1941 portò alla ricostituzione dei confini precedenti. L'Etiopia ritrovò la sua indipendenza e l'Eritrea venne amministrata dal Regno Unito fino al 1952. 
Nel 1952 le Nazioni Unite decisero di creare una federazione tra l'Etiopia e l'Eritrea e il confine si configurava interno due stati federati. Nel 1961 l'Eritrea venne annessa e divenne una semplice provincia etiope. Molto rapidamente, i gruppi armati eritrei iniziarono una guerra di indipendenza di 30 anni. Dopo la fine della guerra, avvenuta nel 1991, l'Eritrea ha ottenuto l'indipendenza nel 1993. Il confine è così diventato internazionale tra due stati sovrani.
Nel 1998 è scoppiata una guerra lungo l'area di confine. I due paesi hanno rivendicato le aree poste in particolare intorno a Badme, Tsorona-Zalambessa e Bure. I combattimenti hanno causato la morte di circa 100.000 persone. Nel 2000 gli Accordi di Algeri hanno messo fine alla guerra, ma non alle tensioni e alla disputa territoriale. Una commissione della Corte internazionale di giustizia dell'Aia ha emesso un arbitrato nel 2000 che è stato respinto dagli etiopi, che avrebbero perso Badme. Le forze di interposizione poste dall'ONU nel 2000 si sono ritirate dal confine che non è ancora delimitato.